# ان‌جی‌سی ۲۲۹۱
ان‌جی‌سی ۲۲۹۱ یک کهکشان‌ است.